# 둔전역 (고원)
둔전역(屯田驛)은 조선민주주의인민공화국 함경남도 고원군에 위치한 평라선의 철도역이다. 장동역으로 가는 고원탄광선이 분기한다.

## 연혁
- 일자 불명: 영업 개시